# Гойгов, Абдул-Гамид Сипсоевич
Абдул-Гами́д Сипсо́евич Го́йгов (ингуш. Гойганаькъан Сипсой ӏаддал-Хьамид; 5 [17] октября 1896, Гамурзиево, Терская область — 1948, Киргизская ССР, СССР) — ингушский советский прозаик, публицист, революционер. Один из основоположников жанра повести на русском языке в ингушской литературе.
Гойгов был участником Гражданской войны на Северном Кавказе, соратником Серго Орджоникидзе, по рекомендации которого вступил в РКП(б) в 1918 году. В год вступления в партию он стал членом Ингушского народного совета и редактором владикавказской газеты «Горская беднота». После установления советской власти на Северном Кавказе писатель работал в разных хозяйственных организациях, занимал ряд государственных должностей. В 1927—1930-е годы он был председателем Ингушского литературного общества. В 1937 году Гойгов был репрессирован, а в 1944 году депортирован.
Началом творчества Гойгова считается 1918 год — его первые статьи и очерки появились в газетах «Народная власть», «Революционный горец» и других. В будущем писатель пробовал писать рассказы, после чего перешёл на более крупный прозаический жанр — повесть. Знаковыми произведениями Гойгова исследователи считают его повести на историко-бытовую и историко-революционную тематики, такие как «Джан-Гирей» (1925), «Пробуждение» (1936) и «Серго» (1936—37).

## Биография
Родился 5 [17] октября 1896 года в семье середняка в селе Гамурзиево Сунженского отдела. В 1905 году Гойгов поступил в единственную в округе Назрановскую трёхклассную школу, где попечители применяли физическое насилие над детьми, заставляли работать на себя — свои воспоминания о школьных годах писатель изложил в повести «Пробуждение», где упомянул и одного из своих учителей из старшего отделения Николая Ивановича, который, вспоминал Гойгов, заложил в нём желание читать и развиваться интеллектуально. Окончив в 1908 году школу, он спустя два года поступил в Донское среднее сельскохозяйственное училище в Новочеркасске, откуда в 1912 году был отчислен за неоплату обучения. В 1914 году году Гойгов переехал в Ростов-на-Дону, где стал вольнослушателем Варшавского университета, однако из-за реорганизации заведения не смог продолжать своё обучение. Он продолжил своё образование в Москве — там он был вольнослушателем Московского вечернего народного университета имени А. Л. Шанявского, а в 1917 году окончил коммерческие курсы Хагельстрема.
После Февральской революции в 1917 году Гойгов вернулся в Ингушетию, и став соратником Серго Орджоникидзе, с марта 1918 года принимал участие в организации революционного движения в сёлах республики, противостоял белогвардейцам в Осетии и Кабардино-Балкарии. 15 апреля 1918 года в селе Назрань проходил съезд ингушского народа, который признал советскую власть, а также избрал Гойгова, вместе с Г. С. Ахриевым, И. Б. Зязиковым и Ю. Т. Албогачиевым, в Ингушский народный совет. В октябре этого же года по рекомендации Орджоникидзе Гойгов стал членом РКП(б), а через месяц он был избран членом бюро Северокавказской горской организации РКП(б) и назначен редактором владикавказской газеты «Горская беднота» (с 1920 года — «Красная Ингушетия»). В феврале 1919 года, после поражения советской власти в Терской области, Гойгов с единомышленниками покинул Владикавказ: уйдя в горы Ингушетии, они начали готовить план по отпору контрреволюции. В июле этого же года Гойгов стал членом президиума подпольного Терского областного комитета РКП(б).
После прихода советской власти на Северный Кавказ Гойгов работал в хозяйственных организациях, возглавлял Народный комиссариат заготовок в Ингушетии и Кабардино-Балкарии, участвовал в партийной работе, пробовал себя в писательстве. В 1921 году он стал участником первого Съезда народов Востока в Баку, после которого был приглашён на приём к В. И. Ленину в Москве. В 1927 году писатель стал председателем Ингушского литературного общества (позже — ассоциации). Как отметил А. У. Мальсагов, его трёхлетняя работа на этой должности поспособствовала становлению нового поколения писателей в ингушской литературе. На момент 1933 года Гойгов был заведующим Чеченского Областного земного управления. Он также являлся внештатным сотрудником Ингушского НИИ краеведения.
В 1937 году писатель был репрессирован и заключён под стражу. В 1944 году в ходе депортации чеченцев и ингушей он был депортирован в Киргизскую ССР, где скончался спустя четыре года.

## Творчество
По словам литературоведа В. Б. Корзуна, на Гойгова оказала большое влияние русская классика. Его любимыми писателями были А. С. Пушкин, М. Ю. Лермонтов, М. Е. Салтыков-Щедрин, М. Горький, А. С. Серафимович, А. А. Фадеев и В. П. Катаев. По словам родных Гойгова, он восхищался, читая произведения В. В. Маяковского, так как считал, что его общественно-творческая деятельность является примером «вторжения писателя в бурную современность». Гойгов упорно работал над классическими произведениями марксизма-ленинизма и читал работы В. И. Ленина.

### Очерки. Публицистика
С пожелтевших страниц изданий 1918—1920 годов, как живые свидетели героической эпохи, предстают произведения А.-Г. Гойгова, человека, державшего в одной руке ружье, в другой — перо. И оба били в цель!
Гойгов писал свои произведения на русском языке. Его творчество началось с очерков, где рассказывалось о недавних событиях, или более поздних — в форме воспоминаний. Под псевдонимами Агсиго-Черный и Кара появились первые очерки и статьи Гойгова в газетах «Народная власть», «Революционный горец» и других в 1918 году. Благодаря литературоведу А. У. Мальсагову, было установлено авторство его ранее неизвестных произведений, изданных под данными псевдонимами, что позволило определить творческий рост Гойгова и расширить рамки становления ингушской советской прозы к 1918 году. Среди произведений, изданных в газетах — очерки «Ингушский народ. Страдания ради свободы», «Бывший Союз горцев Северного Кавказа (Его возникновение, цель и распад)», «Освободительное движение ингушского народа», «Забытые» и «Конец грабежа». Прочими псевдонимами Гойгова являлись: «Хейрхаев», «Г», «А. Г.», «Гамид» и «Чулта, сын Теркача».
По словам А. У. Мальсагова, в очерках писатель пытался описать «сложный путь», по которому пришли к революции народы Северного Кавказа. По его определению, первые произведения Гойгова по характеру были большей частью очерки или краткие историко-этнографические этюды из истории ингушского народа до Октябрьской революции. Они указывают на то, что писатель уже в эти годы был марксистом и начинал своё художественное творчество. Однако, по мнению литературоведа, писательская деятельность Гойгова в эти годы носила эпизодический характер, и он в основном «просто дела[л] дневниковые записи».
Литературовед И. А. Дахкильгов высказал в советские годы мнение, что первые очерки Гойгова носят публицистический характер, по большей части они «идейно <…> ориентированы» (они декларативны, в них присутствуют лозунговость и агитационность) и тематически актуальны. Однако, он считал, что из-за «газетности» очерков и неокрепшего мастерства писателя, очерки были слабыми в художественном плане и в языке. Кроме того, по мнению литературоведа, писатель неверно описывал прошлое ингушского народа как «сплошную дикость». Что касается очерков, которые были посвящены теме революции, Дахкильгов считал, что они содержат в себе материал, который имеет историческую и биографическую ценность. Аналогично, М. Дж. Яндиева считает, что очерки включают в себя большой историко-этнографический материал.
В дальнейшем Гойгов написал очерки «Вверх по Ассе» (1919), «Записки коммуниста» (1919?), «По горам Дагестана…» (1920), «Как деникинцы сожгли селения Экажево и Сурхохи» (1922?) и др.. В очерке «Вверх по Ассе» рассказывается об эпизоде из гражданской войны — об отступлении коммунистов по горной Ингушетии. Этим очерком автор впервые в ингушской литературе сделал попытку создания образа С. Орджоникидзе, который постепенно стал одним из главных героев. Дахкильгов хорошо оценивал военную публицистику Гойгова — очевидца и участника описанных им событий.
И. А. Дахкильгов высказал в советские годы мнение, что Гойгов умел создавать общий «характер массы». Так, в очерке «1—9 февраля» разнообразная масса сплочена «единой волей и дыханием», а коммунисты штаба ревкома, во главе с революционером И. Б. Зязиковым — «лучшие её выразители». Ингуши изображены едиными в своей борьбе и активными участниками боёв. В очерках «Вверх по Ассе» и «1—9 февраля» рассказывается о том, как в борьбе ингуши осознали свою историческую роль, а их интернациональные связи укрепились. По мнению Дахкильгова, для получения лаконичной формы очерков Гойгов использовал их «символическое звучание», в частности, пейзаж для описания общего минорного тона. Так, в очерке «1—9 февраля» перед наступлением деникинцев писатель рассказывает, что было «пасмурное утро, свинцовые тучи» и «холодный северный ветер», во время перевеса врага «небо [было] зловеще-хмурое», а при поражении революционеров «небо плакало». В творчестве Гойгова пейзаж — символ, сопереживание и параллелизм.
Многие из произведений Гойгова имеют антирелигиозную настроенность: очерки «Арабская школа в ингушском ауле», «Маленькие мученики» (1922), «Маленький узник», рассказ «Ночные рыцари» (1923), «Месть Дербича» (1928), повесть «Пробуждение» (1936), фельетон «Святой воришка» и др. Как отмечал И. А. Дахкильгов, «Месть Дербича» свидетельствовал о приходе писателя к социалистическому реализму, что, по его мнению, видно по постановке и в раскрытии темы, идейной направленности, показе нового героя эпохи в борьбе и победе нового.
Как считал советский литературовед В. Б. Корзун, особое место в очерках и статьях Гойгова уделено В. И. Ленину. В очерке «Аульные впечатления 25 января» (1924) рассказывается о том, как «тяжело восприняли ингуши» смерть Ленина. В очерке «Памяти В. И. Ленина» (1924) рассказывается о воспоминаниях писателя о встрече с Лениным.
По мнению исследовательницы Г. Яблоковой, Гойгов активно занимался охраной памятников материальной культуры, изучением языка, искусства и архитектуры ингушского народа, на что, по её мнению, указывает его статья «Ингушское литературное общество» (1928). «Живо интересуется писатель фольклором родного народа, в котором его привлекают яркие, сильные личности, национально-освободительная борьба против царизма», — писала она.

### Рассказы и повести
Как считает Т. Х. Горчханова, для Гойгова жанр очерка был подобием пробы перед повествовательными жанрами — рассказом и повестью, очерк способствовал развитию его художественного мастерства. Постепенно Гойгов начал пробовать себя в жанре рассказа. В рассказах он подчёркивал актуальные темы для своего времени: положение в обществе женщины-горянки, кровная месть, калым, традиции и обычаи народа, которые, по его мнению, вредили строительству новой жизни. Неприятие дореволюционного уклада жизни Гойговым литературовед Т. Х. Горчханова объясняла тем, что он, будучи работником партийного и административного аппарата, искренне верил в необходимость до основания разрушить старый мир и построить новый.
Ряд рассказов, написанных Гойговым в 1920—30-х годах, посвящены правам женщин. Идеи таких рассказов видны уже из названий: «Беспросветный путь» (1922), «Сон горянки» (?), «Нана-пленница» (1928) и «Проклятие прошлого» (1939). В них рассказывается о бесправии женщины-горянки и о её тяжёлой доле в обществе. Горянка представляется как «забитое существо», не имеющее своего голоса. Как считает Горчханова, Гойгов, создавая такой образ горянки с учётом господствовавшей идеологии, шёл вразрез с бытовавшем в фольклоре образом горянки, как «сильной и мудрой женщины», которая являлась не только «хранительницей очага и воительницей», но и личностью, а также выступала в качестве советницы в трудных неразрешимых ситуациях. По мнению литературоведа, Гойгов, как и многие писатели того времени, стремясь отказаться от всего старого и проповедуя новую жизнь с её общественным укладом, негативно описывал вековые традиции и адаты. Из-за этого, по её словам, негативно толковалось и положение ингушской женщины в обществе. Горчханова считает, что новая тематика, проталкиваемая советской идеологией, ставила поэтические ограничения писателям, что не позволяло широко и правдиво отразить ментальность народа, его характер и национальный мир.
Ряд рассказов Гойгова, написанных в 1922—28 годах, поднимает темы кровной мести («Брат молит о мести»), коллективизации сельского хозяйства («Месть Дербича») и прославления новой власти («За новую жизнь» и «Маленькие мученики»). По мнению Т. Х. Горчхановой, в большинстве этих рассказов в основном критикуется мулла, образ которого описывается резко негативно. Он выступает в качестве воплощения лицемерия, хитрости и косности, а также противника просвещения, новой советской власти, колхозов и коллективизации. Литературовед описывает гойговские муллы как копии друг друга, которые переходят из одного произведения в другое.
Гойгов является одним из основоположников жанра повести на русском языке в ингушской литературе. В 1925—37 годах им написаны повести «Джан-Гирей» (издана в 1925) «Пробуждение» (написана в 1936) и «Серго» (написана в 1936—37), посвящённые историко-бытовой и историко-революционной тематике. По словам А. У. Мальсагова, данные повести являются основными художественными произведениями Гойгова, которыми писатель внёс большой вклад в становление ингушской советской литературы. В «Джан-Гирее» рассказывалось об участи ингушского крестьянина-эмигранта, который искал своё место в капиталистической среде. В «Пробуждении» показана дореволюционная жизнь в Ингушетии через точку зрения мальчика, эта повесть является автобиографичной. Историко-революционная повесть «Серго» рассказывала о революционных событиях на Северном Кавказе. Как отмечает М. Дж. Яндиева, произведение было написано основываясь на личном знакомстве Гойгова со С. Орджоникидзе.
В конце 1930-х годов некие Я. Саблин и З. Фазин опубликовали тогда ещё неизданную повесть Гойгова «Серго» под названием «Чрезвычайный комиссар», фактически совершив плагиат. Реальный автор повести в 1940 году делал попытки доказать своё авторство, для чего было проведено П. Мурманским заключение. Однако из-за начала Великой Отечественной войны и депортации чеченцев и ингушей Гойгов так и не смог довести дело до конца. Вскоре, в депортации в 1948 году в Киргизской ССР скончался и сам писатель. Повесть «Серго» под фальшивым авторством Саблина и Фазина ещё несколько раз публиковалась в 1950—1980-х годах.

### Прочее
Гойгов написал одноактную пьесу «Поминки», ныне потерянную. Она была многократно поставлена на сцене в городе Орджоникидзе в 1920—30-х годах и рассказывала об одновременном плаче и сплетнях женцин-притворщиц на похоронах. По мнению литературоведов, до широкой ингушской публики она не доходила, так как тогда русским языком народ владел ещё очень слабо.

## Оценки. Воспоминания современников
В. Б. Корзун в 1961 году сообщал, что мало было литературной критики на творчество Гойгова. Первой рецензией являлась рецензия Э. Лина на ранний вариант повести писателя «Джан-Гирей», изданная в октябре 1925 года во владикавказской газете «Власть труда». По мнению рецензента, повесть являлась «ценным вкладом в национальную литературу Союза», а образ её главного героя, юноши-ингуша Джан-Гирея, описан «цельно, жизненно и правдиво». Подытоживая, он посоветовал Гойгову обратить своё внимание на «медленно, но революционизирующийся аул». В 1928 году В. П. Ставский написал о Гойгове в журнале «На литературном посту». В 1933 году вышла статья Д. Д. Мальсагова «Ингушская литература», в которой, по мнению Корзуна, содержалась более широкая оценка раннего творчества Гойгова. Рассматривая творчество писателя на фоне всей молодой ингушской литературы, критик пришёл к выводу, что «Гойгов первым из ингушей в послереволюционный период выступил в художественной литературе, он самый плодовитый из ингушских писателей <…>». По мнению В. Б Корзуна, в статье были и некоторые ошибочные утверждения. Так, например, Гойгов, безосновательно обвинялся в «великодержавном шовинизме». В этом же году вышла библиографическая статья О. А. Мальсагова о Гойгове, которого он, «как беллетриста и очеркиста послереволюционной литературы», назвал «самым видным и крупным писателем Ингушетии». С 1933 года по 1961 год были опубликованы две статьи о жизни и творчестве Гойгова: статья М. Пантюхова «Писатель Гойгов Абдул-Гамид» (1958) и статья В. Б. Корзуна «Писатель, боец, коммунист (литературный портрет А. Гойгова)» (1960). В 1961 году вышел сборник его избранных произведений, во вступительной статье к которому Корзун рассматривал жизнь и творчество писателя. В 1973 году была издана книга «Утро свободы» (сост. А. У. Мальсагов), которая включала в себя малоизвестные статьи Гойгова, изданные в газетах и журналах 1920-х годов, а также материалы из его архива. С тех пор вышла целая серия работ о творчестве Гойгова.
В 1961 году в некоторых советских национальных республиках и областях к местным писателям, писавших свои произведения на русском языке, по мнению В. Б. Корзуна, неправильно относились. Таким образом, Гойгов долгое время оставался за пределами ингушской литературы. Литературовед отмечал, что даже хорошо владея родным языком, у писателя может не получиться написать «национальное по содержанию и духу произведение». По мнению Корзуна, у писателя, пишущего о жизни и борьбе своего народа на другом языке, может получится воссоздать «национальную специфику, национальные характеры и образы, всю идейно-эмоциональную атмосферу, общественно-бытовую и природную обстановку», хотя такое произведение не поможет в формировании национального литературного языка. В годы Октябрьской революции и в начале 1920-х годов у ингушского писателя не было другой возможности писать, кроме как на русском, так как только в 1923 году была создана ингушская письменность на основе латыни и начал формироваться ингушский литературный язык. Данные факты, по мнению Корзуна, доказывают, что «произведения Гойгова, как на русском языке, так и в переводах на ингушский и чеченский языки, должны занять принадлежащее им место в истории чечено-ингушской литературы».
Хороший знакомый Гойгова М. О. Пантюхов описывал Гойгова в начале 1920-х годов как «большого и сильного человека», мало разговорчивого и на первый взгляд даже мрачноватого. По его словам, он был «чёрным, как головня», имея «жёсткую щетину иссиня-чёрных волос на голове». Очень тщательно он брил свою бороду ежедневно, оставляя на верхней губе щёточку усов. Современник также считал, что у Гойгова были «умные, внимательные глаза с тёплым взглядом», и, что было трудно забыть его «широкую и добродушную улыбку», которая, по его словам, «стирала с лица нелюдимость и суровость» писателя. В. Б. Корзун описывал его как «скромного, застенчивого, необычно работоспособного, привлекательного человека».

## Личная жизнь
Женой А.-Г. С. Гойгова была Тамара — дочь генерал-майора С. С. Бекбузарова. У пары был сын Рустем и дочь Зарема.
Гойгов был знаком с М. Горьким. Есть фотография, на которой группа горцев, включая Гойгова и его жену, встречают Горького на станции Казбек Военно-Грузинской дороги во время его поездки в 1928 году. Он также был личном знаком с А. С. Серафимовичем, с ранним творчеством которого, по мнению И. А. Дахкильгова, у него было много общего: изначальное отсутствие активного протеста героя, описание его как жертвы строя и разоблачение «обесчеловечивающей действительности». Гойгов познакомился с Серафимовичем в 1921 году во Владикавказе. Когда Серафимович дарил Гойгову свою книгу «Город в степи», он ему шутливо написал «пора менять амбар на музу!». Ингушский писатель обычно отвечал: «Ну, какой же я писатель! Скажут там! Я работник хлебного фронта!».

## Память
- Именем Абдул-Гамида Гойгова была названа улица в Грозном (ныне улица М. Митаева)[55].
- В 1984 году на здании по пр. Победы, 25 установили доску[56]:

В этом доме с 1932 по 1940 годы жил и работал писатель А.-Г. С. Гойгов, активный участник Гражданской войны.

## Комментарии
1. 1 2  По свидетельству жены А.-Г. С. Гойгова — Т. С. Гойговой[2].
2. ↑  Агсиго является акронимом имени Гойгова: Абдул-Гамид Сипсоевич Гойгов[24][25], а чёрный является определением того, что писатель был выходцом из «трудового народа»[24]. Что касается Кара, то «кара» на тюркских языках означает «чёрный», хотя литературовед И. А. Дахкильгов не исключал того, что Гойгов имел ввиду русское слово «ка́ра»[26].
3. ↑  По словам И. А. Дахкильгова, неизвестно, когда очерк был написан, однако, предположительно, он был написан в то же время, когда и очерк «Вверх по Ассе». Это следует из того, что в «Записках коммуниста» рассказывается об исторических событиях, предшествовавших рассказаным в «Вверху по Ассе», то есть о начале конфликта между белогвардейцами и коммунистами в Терской области 31 января — 1 февраля 1919 года[22].
4. ↑  Рассказ в первом варианте (1922) назывался «За что?», во втором (1924) — «Беспросветный путь», а в третьем (1928) — «Айшет»[37].

### На русском
- Агиева Л. Т. Ингушский научно-исследовательский институт гуманитарных наук им. Ч. Э. Ахриева. 90 лет. — Ростов н/Д.: ИнгНИИ, 2016. — 144 с. — ISBN 978-5-98864-090-5.
- Гойгов Абдул-Гамид Сипсоевич у истоков ингушской литературы : Биобиблиогр. указатель / Сост.: М. А. Дзангиева. — Сунжа : НБРИ, 2016. — 23 с.
- Горчханова Т. Х. Жанр рассказа в ингушской литературе. Истоки. Становление : дис. на соиск. учёной степ. канд. филол. наук: 10. 01. 02 / Науч. рук.: В. А. Бигуаа. — М. : ИМЛИ РАН, 2016. — 211 с.
- Дахкильгов И. А. Ингушская литература (период развития до 40-х годов) / Ред.: А. А. Зязиков. — Грозный: ЧИКИ, 1975. — 184 с. — 1000 экз.
- Корзун В. Б. Примечания // Избранное / Ред.: Г. И. Яблокова. — Грозный: ЧИКИ, 1961. — С. 215—218. — 218 с. — 5000 экз.
- Корзун В. Б. Жизнь и творчество А.-Г. С. Гойгова (1896—1948) // Избранное / Ред.: Г. И. Яблокова. — Грозный: ЧИКИ, 1961. — С. 3—20. — 218 с. — 5000 экз.
- Мальсагов А. У. Гойгов Абдул-Гамид Сипсоевич // Писатели советской Чечено-Ингушетии : биобиблиогр. справочник / А. У. Мальсагов, Х. В. Туркаев. — Грозный : ЧИКИ, 1969. — С. 47—50. — 147 с. — 2000 экз.
- Мальсагов А. У. Путь к мастерству // В боевом строю / А. У. Мальсагов; Ред.: А. А. Зязиков. — Грозный: ЧИКИ, 1971. — С. 45—61. — 161 с. — 2000 экз.
- Мальсагов О. А. Библиографический справочник по ингушской художественной литературе / Вступ. ст. В. А. Васильева; Ред.: А. М. Шадиев. — Орджоникидзе: «Сердало», 1933. — 37 с. — 1000 экз.
- Ошаев Х., Шедродарова Г. Чечено-ингушский театр // История советского драматического театра. — М.: Наука, 1966. — Т. 2. — С. 427—429. — 472 с.
- Патиев Я. С. Писатели Ингушетии. Кн. 1 : [в 2 кн.] / Руководитель проекта: Р. А. Газдиева; НБРИ им. Дж. Х. Яндиева. — Ростов н/Д. : Южный издательский дом, 2015. — 200 с. — 1000 экз. — ISBN 978-5-98864-071-4.
- Пономарёва И. З., Севостьянов М. П. Памяти вечной достойны. — Грозный: Чечено-Ингушское книжное издательство, 1987. — 120 с. — 15 000 экз.
- Туркаев Х. В. Исторические судьбы литератур чеченцев и ингушей. (Роль русской литературы и родного фольклора в становлении национальных литератур. 60-е годы XIX — 40-е годы XX века) / Отв. ред.: Р. Ф. Юсуфов. — Грозный: ЧИКИ, 1978. — 348 с. — 1000 экз.
- Яблокова Г. Книги в строю: О творчестве А.-Г. Гойгова // У истоков книги / Ред: Н. Ф. Палихова. — Грозный: «Книга», 1990. — С. 13—18. — 80 с. — ISBN 5-7666-0069-0.
- Яндиева М. Д. Гойгов Абдул-Гамид Сипсоевич // Литературы народов России: XX век: словарь / Отв. ред.: Н. С. Надъярных. — М.: «Наука», 2005. — С. 114—115. — 364 с. — 1130 экз. — ISBN 9785020102088.
- Яндиева М. Д. Ингушская литература // Литературы народов России: XX век: словарь / Отв. ред.: Н. С. Надъярных. — М.: «Наука», 2005. — С. 107—112. — 364 с. — 1130 экз. — ISBN 9785020102088.
- ГО́ЙГОВ АБДУЛ ГАМИД СИПСОЕВИЧ / М. Дж. Яндиева // Восьмеричный путь — Германцы [Электронный ресурс]. — 2006. — (Большая российская энциклопедия : [в 35 т.] / гл. ред. Ю. С. Осипов ; 2004—2017, т. 6). — ISBN 5-85270-335-4.

### На ингушском
- Дахкильгов И. Гӏалгӏай литературни юкъарал // Лоаман ӏуйре  / Ред.: А. Ведзижев. — Грозный: Тип. им. И. Н. Заболотного, 1968. — № 3. — С. 59—61.
- Художественные произведения = Govzame joazoš / Ghalghaj Literaturan Juqharal. — Buru: Serdalo—Krajnacizdat, 1931. — 51 с. — 1000 экз.

### На русском
- Одна из улиц в Гамурзиево будет названа именем профессора Заремы Гойговой. Пресс-служба Президента РИ (12 июля 2007).
- Оздоева М. Люди своей эпохи: Тамара Тонтовна Мальсагова — автор идеи «привлечь Булгакова к театральной труппе как драматурга» // «Ингушетия»  / Гл. ред.: Ш. Б. Боков. — 2019. — 13 ноября.

### На ингушском
- ӏарчакханаькъан С. Сердалга баьккха гӏа: Гӏалгӏай мехка лоамарой хьалхара ишкол хьайийлла 155 шу дуз (ингуш.) // «Сердало»  / Керттера ред.: Курскенаькъан Х. — 2023. — 10 саькура.